# ماهی لوتی درخشان
ماهی لوتی درخشان (نام علمی: Callanthiidae) نام یک تیره از راسته سوف‌ماهی‌سانان است.